# Gheorghe Dumitrescu
Gheorghe Dumitrescu (n. 15 decembrie 1914, Oteșani, Județul Vâlcea – d. 20 februarie 1996, București) a fost un compozitor român, reprezentant al realismului socialist.

## Biografie
S-a născut pe data de 15 decembrie 1914, în comuna Oteșani, jud. Vâlcea; este fratele compozitorului Ion Dumitrescu. Și-a început studiile la Seminarul teologic din Rîmnicu Vâlcea (între 1926-1934), continuându-le la Conservatorul din București (între 1934-1941), unde i-a avut ca profesori pe Mihail Jora (armonie, contrapunct, forme muzicale, compoziție), Dimitrie Cuclin (compoziție), Constantin Brăiloiu (istoria muzicii, folclor), Ionel Perlea (dirijat orchestră) și Silvio Florescu (vioară). Violonist în orchestră între anii 1935–1940, compozitor și dirijor la Teatrul Național din București – între anii 1940 – 1946, Gheorghe Dumitrescu a fost compozitor și consilier artistic al Ansamblului „Doina” al Armatei din București între 1947-1957. A fost profesor de armonie la Conservatorul din București, între anii 1951-1979. A scris articole, studii, cronici în Muzica, Scânteia, Contemporanul și România liberă; a susținut prelegeri, conferințe, emisiuni radiofonice și de televiziune și a cules, notat și prelucrat folclor. A întreprins călătorii de documentare în U.R.S.S., Cehoslovacia, Iugoslavia, R.F.G., Bulgaria, Italia, Ungaria, Franța, Polonia și R.D.G. De asemenea, a făcut parte din jurii naționale și internaționale de concursuri muzicale. Este tatăl pianistului și compozitorului Tudor Dumitrescu. S-a stins din viață la București, pe data de 20 februarie 1996.

## Caracterizare
Muzician cu talent literar, autor al textelor oratoriilor și al libretelor operelor sale, Gheorghe Dumitrescu a acordat prioritate, în creația sa, formelor vocale. Compozitorul se exprimă cel mai adesea în lucrările sale printr-un limbaj programatic. Textul și muzica populară românească i-au servit drept principală sursă de inspirație, conducându-l spre explorarea folclorului arhaic; există o serie de „motive-sigilii” care dau omogenitate muzicii lui Gheorghe Dumitrescu. Limbajul său muzical valorifică o inspirație folclorică autentică, construind un discurs melodic marcat de cantabilitate.

## Premii
A fost distins cu premiile pentru compoziție Paul Ciuntu (1941), Robert Cremer (1942); a primit Premiul III (1942), Premiul II (1943) și Premiul I (1946) la Festivalul Internațional "George Enescu" din București, Premiile Academiei Române (1956, 1961), premiul Pelicanul Alb al Festivalului de Film de la Mamaia (1964), dar și premii ale U.C.M.R. (1969, 1977, 1979).

## Distincții
- Ordinul Muncii clasa a II-a (1952)
- Ordinul Steaua R.P.R., clasa a IV-a (1957)
- titlul de Maestru Emerit al Artei din Republica Populară Romînă (27 iulie 1957) „cu prilejul aniversării a zece ani de la înființarea ansamblului de cîntece și dansuri al Forțelor Armate ale Repubicii Populare Romíne, [...] pentru contribuția deosebită în ridicarea calității muzicale a Ansamblului de cîntece și dansuri al Forțelor Armate ale Republicii Populare Romîne, pentru crearea operei «Ioan Vodă cel Cumplit» și a oratoriului «Tudor Vladimirescu»”[3]
- Ordinul „Steaua Republicii Populare Romîne” clasa a IV-a (12 august 1959) „pentru activitate rodnică în dezvoltarea științei și culturii din Republica Populară Romînă”[4]
- Ordinul 23 August, clasa a III-a (1964) și clasa a II-a (1979)
- Ordinul Meritul Cultural, clasa I (1969).

## Creația

### Muzică de teatru
- 1941: Hamlet;
- 1942: Antigona;
- 1943: Eumenidele; Macbeth;
- 1945: Școala femeilor;
- 1947: Nunta din Perugia;
- 1953: Ion Vodă cel Cumplit;
- 1954: Pârjolul;

Balete – oratoriu
- 1947: Miorița;

Balete-operă
- 1979: Luceafărul;

### Muzica de operă
- 1955: Ion Vodă cel Cumplit, op.37;
- 1957: Decebal;
- 1959: Răscoala;
- 1961: Fata cu garoafe;
- 1969-1970: Meșterul Manole;
- 1973: Geniu pustiu;
- 1974: Vlad Țepeș;
- 1977-1978: Orfeu;
- 1982: Marea iubire;
- 1983: Ivan Turbincă;
- 1985: Prometheu;
- 1987: Voievodul Gelu;
- 1986: Mihai Viteazul;
- 1986: Avram Iancu;
- 1991: Osiris;
- 1992: Făt-Frumos.

Operete
- 1949: Tarsița și Roșiorul;

Opere-oratoriu
- 1988: Mesia – Jertfa supremă;

### Muzică de film
- 1961: Aproape de soare, regia Savel Știopul
- 1963: Tudor, regia Lucian Bratu

### Muzică vocal-simfonică
Cantate
- 1948:Recruții; Poem dramatic;
- 1949: Cantata muncii;
- 1959-1952: Tudor Vladimirescu;
- 1953: Menumorut;
- 1954: Patriei libere;
- 1960: Cantata solemnă;
- 1962: Radu Anghel;
- 1965: Cantată festivă, op.70;
- 1966: Cantată solemnă; Omagiu patriei;
- 1967: Slăvită fii, maică;
- 1968: Cantata festivă, op. 90;
- 1969: Movila lui Burcel;
- 1970: Cantata victoriei; Liturghia solemnă a Sfântului Ioan Gură de Aur;
- 1975: 23 August; Lumină, luptă, libertate;
- 1986: Destinului și gândului stăpân;

Poeme vocal- somfonice
- 1968: Stăpânul;
- 1969: Zburătorul de larg;

Oratorii
- 1962: Grivița noastră;
- 1964: Zorile de aur;
- 1966: Din lumea cu dor în cea fără dor;
- 1967: Pământ desrobit;
- 1976: Soarele neatârnării;
- 1981: Marea trecere;
- 1984: Memeno mori;
- 1991: Scara vieții;
- 1994: Recviem.

### Muzică simfonică
Poeme
- 1940: Poem psaltic; Poem rustic;
- 1941: Poem trist; Poem vesel; Poemul amurgului; Patru fresce bizantine(?)

Suite:
- 1942: Suita nr. 1 – „Pitorească”;
- 1943: Suita nr. 2;
- 1944: Suita nr. 3 – a „Primăverii”;
- 1965: Suita nr. 4 – „Câmpenească”;

Simfonii
- 1945: Simfonia nr.1;;
- 1962: Simfonia nr. 2 – „Republica”;
- 1965: Simfonia nr.3;;
- 1968: Simfonia nr. 4;;
- 1983: Simfonia nr. 5 - „a Clopotelor”;
- 1990: Simfonia nr.6; Simfonia nr.7; Simfonia nr.8; Simfonia nr.9; Simfonia nr.10 – „Sacră – Sfânta Treime”;
- 1993: Simfonia nr.11 – „a durerii și a speranței”.

### Muzică vocală pentru voce și pian
- 1939: Șase madrigale;
- 1938-1941: Trei cântece de leagăn;
- 1941: Cinci poeme pe versuri de Lucian Blaga;
- 1948: Sub plopi în șir; Odă;
- 1956: Șase lieduri pe versuri de George Bacovia pentru voce și pian;

Balade
- 1956: Miorița;
- 1957: Trei cântece pe versuri de Tudor Arghezi;
- 1958: Cântec pe versuri de Octavian Goga;

### Muzică corală
- 1939: Țiganii pentru cor mixt și pian;
- 1941: Șase coruri de dor, op.13 pentru cor mixt;
- 1942: Patru coruri, op.16 pentru cor bărbătesc; Șapte coruri, op.19 pentru cor bărbătesc;
- 1943: Nouă cântece oltenești, op.21 pentru cor mixt/bărbătesc; Cinci coruri de alean, op.24 pentru cor mixt/bărbătesc;
- 1945: Patru coruri, op.26 pentru cor mixt
- 1946: Patru coruri, op.28 pentru cor mixt/bărbătesc;
- 1955: Coruri;
- 1958: Opt coruri de vitejie, op.47 pentru cor bărbătesc;
- 1960: Trei coruri eroice op.52 pentru cor mixt/bărbătesc
- 1961: Patru coruri de victorie op.54 pentru voci bărbătești; Șase coruri pentru patrie op.58 pentru voci mixte; Patru coruri despre țară, op.56 pentru cor mixt;
- 1962: Patru imnuri corale, op.61 pentru cor mixt;
- 1963: Coruri;
- 1964: Patru coruri patriotice, op.68 pentru cor mixt;
- 1965: Patru coruri de bucurie, op.74 pentru cor mixt; Patru coruri, op.76 pentru cor mixt;
- 1966: Cinci coruri patriotice, op.81 pentru cor mixt,
- 1967: Cinci cântece de belșug pentru cor mixt; Cinci coruri patriotice, op.86 pentru cor mixt;
- 1968: Trei cântece de luptă, op.87 pentru cor mixt; Patru coruri, op.89 pentru cor mixt; Două coruri, op.81 pentru cor bărbătesc; Șase coruri patriotice, op.93 pentru cor bărbătesc; Cinci coruri patriotice, op.95 pentru cor mixt;
- 1969: Trei coruri patriotice, op.97 pentru cor  mixt; Patru coruri op.99 pentru cor mixt; Patru coruri patriotice,op.101 pentru cor mixt; Cinci coruri eroice, op.102 pentru cor mixt;
- 1970: Patru coruri op.105 pentru cor bărbătesc/mixt; Șase cântece pentru Conducătorul țării, op.108 pt cor mixt și pian/orchestră;
- 1971: Șapte coruri de aniversare, op.109 pentru cor mixt și pian/orchestră;
- 1972: Două coruri bărbătești, op.111, cu acompaniament de pian/orchestră; Cinci coruri,  op.113 pentru voci mixte și pian/orchestră;
- 1973: Șase coruri de muncă, op.114 pentru voci mixte; Patru coruri eroice, op.115 pentru cor bărbătesc; Patru coruri pentru țară, op.117 pentru cor mixt;
- 1974: Trei coruri, op.119 pentru voci mixte;
- 1975: Cinci coruri, op.121 pentru voci mixte;
- 1977: Șase coruri pentru Independență, op.131 pentru cor mixt; Cinci coruri pentru Conducătorul țării, op.132 pentru voci mixte și pian/orchestră;
- 1978: Patru coruri de slavă, op.134 pentru voci bărbătești/mixte; Cinci coruri de Eliberare op.135 pentru voci mixte; Patru coruri patriotice, op.136 pentru voci mixte; 25 Madrigale pe versuri de Mihai Eminescu pentru cor mixt;
- 1979: Șapte coruri pentru tineret, op.138 pentru cor mixt;
- 1981: Patru coruri, op.142 pt voci mixte;
- 1983: Cinci coruri patriotice, op.147 pentru voci mixte; Cinci coruri pentru patrie, op.148 pentru voci mixte; Șase coruri pe versuri de Ioan Merițoiu, op.149 pentru voci mixte; Patru coruri munctorești, op.151 pentru voci mixte și pian;
- 1984: Patru coruri patriotice, op.153 pentru voci mixte și pian/orchestră; Patru coruri de sărbătoare, op.156 pentru voci mixte;

Cicluri de coruri mixte
- 1982: Triptic coral, op.144; Pe Argeș în sus pentru voci mixte;
- 1984: Omagiu lui Horea, op.154 pentru voci mixte și pian;

Poeme corale
- 1962:  Visul pandurilor lui Tudor pentru voci mixte;

Suite corale
- 1958: Cântecele pământului pentru cor mixt;
- 1960: Serbarea secerișului; Suită sătească pentru soliști, cor mixt și pian;
- 1962: Spre orizonturi de lumină;
- 1976: Columna infinitului pentru cor mixt;
- 1977: August două zeci și trei pentru cor mixt, soliști și pian;

Cantate
- 1951: Zimbrul Maramureșului pentru cor bărbătesc;
- 1957: Pe-un picior de plai pentru cor mixt și pian ;
- 1958: La hidrocentrală-n Argeș pentru cor mixt și pian;
- 1961: Visul lui Bălcescu pentru cor mixt și pian;
- 1963: Comorile străbunilor daci pentru cor mixt; Moreni `33 pentru cor mixt;
- 1965 -- Hidrocentrala de pe Lotru piesă pentru cor mixt și pian;
- 1966: Ruinele Târgoviștei pentru cor mixt și pian;
- 1967: Asaltul de la Grivița pentru cor mixt și pian; Bălcescu murind pentru cor și pian;
- 1969: Cantată pentru Uzinele 23 August pentru cor mixt și pian; Iancu de Hunedoara pentru cor mixt (?);
- 1970: Liturghia solemnă pentru soliști și cor mixt;
- 1973: Colind pentru Anul Nou pentru cor mixt;
- 1975: Posada pentru cor mixt; Legământul lui Burebista pentru cor mixt;
- 1976: Sarmizecetusa pentru cor mixt;
- 1979: Buridava pentru cor mixt și pian;
- 1982: Negru Vodă și tătarii pentru soliști, cor mixt și pian;

Balade
- 1952: Meșterul Manole pentru soliști și cor bărbătesc;
- 1961: Balada soarelui  pentru cor mixt și pian;
- 1964: Iancu Jianu pentru cor mixt și pian;
- 1965: Balada Lotrului pentru cor mixt și pian;

Tablouri coral-coregrafice
- 1965: Târgul de la Tismana pentru voci mixte și pian/orchestră;
- 1971: Balada Oltului pentru cor mixt și pian;
- 1975: Baladă la Târgoviște pentru cor mixt; Balada Sătmarului pentru cor mixt și pian;

### Muzică concertantă
- 1947: Concert  pentru violoncel și orchestră;

### Muzică de cameră
Pentru instrumente solo:
- 1938: Sonata I pentru pian;
- 1939: Preludiu și Fugă pentru pian; Balada pentru vioară solo;
- 1941: Sonata a II-a pentru pian;

Sonate
- 1939: Sonata pentru violoncel și pian;
- 1940: Sonata pentru vioară și pian;

Cvintete
- 1940: Cvintet de coarde cu pian;